# Benediktinerinnenkloster Kitzingen

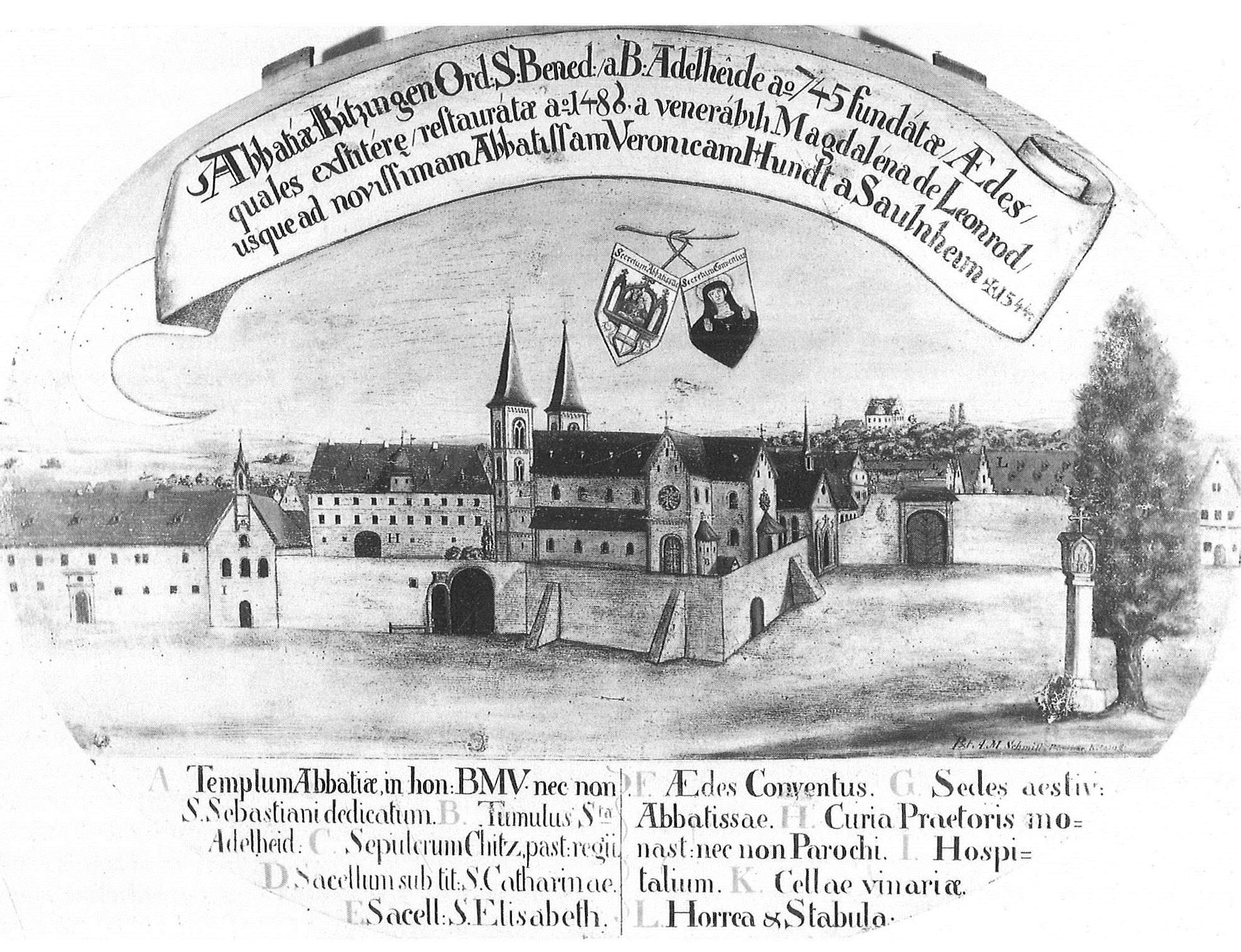
Die Klostergebäude vor 1544, Holztafelbild

Das Benediktinerinnenkloster Kitzingen ist ein ehemaliges Kloster der Benediktinerinnen in Kitzingen in Bayern in der Diözese Würzburg. Die Abtei wurde wohl bereits im 8. Jahrhundert mit der Neuordnung des ostfränkischen Reichsteils durch den Missionar Bonifatius erneuert. Die Anfangszeit des Konvents liegt weitgehend im Dunklen. Nach der Auflösung im Zuge der Reformation wurde 1568 an der Stelle des Klosters ein Frauenstift gegründet. Im Jahr 1660 erhielten die Gebäude den Konvent eines Ursulinenklosters, welches 1804 aufgehoben wurde.

## Geschichte

### Gründungssage und Gründung (bis um 800)
Die Gründung des Klosters wird in den Quellen oft mit der Prinzessin Hadeloga in Verbindung gebracht. Die Gründungssage lautet: Prinzessin Hadeloga, auch Adelheid, war eine Tochter des Hausmeiers Karl Martell und seiner Frau Kunechild. Hadeloga schlug alle Heiratsbewerber aus, weil sie Nonne werden wollte. Der Vater, Karl Martell, vermutete allerdings, dass seine Tochter eine Liebesbeziehung zu seinem Hofkaplan pflegte und verstieß beide von seinem Hof.
Beide zogen umher und gründeten an einer Waldlichtung ein Kloster. Der Hofkaplan stiftete all seine Güter dem jungen Konvent und sorgte für den Zuzug von mehreren Nonnen, und Hadeloga wurde die erste Äbtissin. Das Kloster erhielt seinen Namen nach dem Hirten Kuccingus, dem Maria erschienen war, um ein geraubtes Lamm aus den Fängen eines Wolfs zu befreien. Karl Martell bereute indessen sein hartes Vorgehen gegen seine Tochter und dotierte ihre Gründung reichlich.
Obwohl die Sage viele Ungereimtheiten aufweist, hat sie wohl einige wahre Kerne. Zum einen wurde sie auf die Zeit Karl Martells oder König Pippins datiert. Zu diesem Zeitpunkt, in der Mitte des 8. Jahrhunderts, reformierte der heilige Bonifatius im Frankenreich die Klosterstrukturen und gründete das Bistum Würzburg. Wahrscheinlich wurde auch die Klostergründung Kitzingen von ihm überwacht und erneuert. Eventuell setzte er seine Helferin Thekla als Äbtissin neben die Laiin Hadeloga.
Da Bonifatius das Kloster bereits reformiert hatte, ist von einer etwas älteren Gründung auszugehen. Die Gründung war wohl zunächst eine Vita communis, ein loser Zusammenschluss und noch kein richtiges Kloster. Sollte Hadeloga tatsächlich existiert haben, könnte sie aus der Familie der Mattonen gestammt haben. Diese Sippe stiftete zwischen Main und Steigerwald einige Klöster für die zweitgeborenen Töchter und Söhne ihrer Familie.
Durch Bonifatius und Thekla wurde das Stift wohl zu einem Benediktinerinnenkloster umgestaltet. Allerdings blieb die Gründung weiterhin in den Händen ihrer adeligen Gründer, also wahrscheinlich der Mattonen. Der Übergang zu einer Reichsabtei, die nur dem Herrscher unterstellt war, erfolgte ohne Kenntnis der Quellen. Wahrscheinlich ging Kitzingen Ende des 8. oder zu Beginn des 9. Jahrhunderts in königlicheh Besitz über.

### Vom König zum Bischof (bis 1007)
Erstmals in den Quellen tauchte das Kloster Kitzingen mit der Abtei Ochsenfurt im Jahr 748 auf. Zu diesem Zeitpunkt weilte der später heilig gesprochene Abt Sturmius von Fulda in den Konventsgebäuden. In Kitzingen wurde der erkrankte Missionar von den Nonnen vier Wochen lang gesund gepflegt. Nach dieser ersten Nennung verschwand das Kloster wiederum über 250 Jahre aus der Überlieferung. Die Sagen über das Kloster vermerken in dieser Zeit mehrere legendäre Äbtissinnen.
Um das Jahr 820 soll die Äbtissin Schwanhild die Reliquien der Klostergründerin Hadeloga erhoben haben. Kitzingen erschien damals als reichsunmittelbares Kloster mit mächtigen Vögten. Die Besitzungen des Konvents umfassten neben Kitzingen und einigen umliegenden Dörfern auch Orte nördlich davon, wie Astheim, Köhler, östlich, wie Iphofen, und westlich der Gründung, wie Ochsenfurt und Gerbrunn.
Die Äbtissinnen leisteten zu diesem Zeitpunkt nur dem Heiligen Stuhl einen Eid, waren also reichsunmittelbar. Im 10. Jahrhundert soll es während der Ungarneinfälle zu einem Niedergang der klösterlichen Disziplin gekommen sein. Äbtissin Gerburg wollte den weißen Habit der Nonnen in einen schwarzen ändern lassen und die Speisen des Konvents verbessern, deshalb schickte sie 960 Gesuche an den Kaiser und den Papst.
Erst im Jahr 1007 tauchte das Kloster wieder in den Quellen auf. Heinrich II. stattete sein neugegründetes Bistum Bamberg mit der Abtei aus und schenkte Kitzingen am 1. November 1007 dem Bamberger Bischof. Der Einfluss der Bischöfe von Würzburg, deren Residenzstadt wesentlich näher als Bamberg lag, wuchs jedoch im Lauf der Jahrhunderte. Die Würzburger Bischöfe durften die Äbtissinnen bestätigen und übten auch die Jurisdiktion auf dem Gebiet der Abtei aus.

### Etablierung und Blüte (bis 1350)
König Heinrich III. restituierte dem Kloster im Jahr 1040 die Rechte und Besitzungen, die im Laufe der Zeit verloren gegangen waren. Hierdurch festigte die Abtei ihren Einfluss im Umland. In der Urkunde ist erstmals das Dorf Kitzingen erwähnt. Zwanzig Jahre später, 1060, war bereits ganz Kitzingen im Besitz der Nonnen, wie ein Diplom König Heinrichs IV. bestätigte. Durch König Konrad III. erhielten die Nonnen das Recht, den Klostervogt selbst zu wählen. Dies führte zu einer weiteren Machtkonzentration für die Abtei.
In der Mitte des 12. Jahrhunderts suchte Äbtissin Sophia Rat bei der Universalgelehrten Hildegard von Bingen. Die Benediktinerin aus der Pfalz besuchte die Mainabtei und konnte die Prälatin Sophia von der Resignation abhalten. Kurze Zeit später wurde Hedwig von Andechs, die später Herzogin von Schlesien werden sollte, als Schülerin im Kloster auf. Sie holte später die Kitzinger Nonne Petrissa als erste Äbtissin in ihr neu gegründetes Kloster Trebnitz bei Breslau.
1228 floh die verfolgte Landgräfin Elisabeth von Thüringen in die sichere Obhut der Nonnen von Kitzingen, wo damals Mechthild Äbtissin war, die vermutlich eine Tante der Landgräfin war. Die Motive für die Reise Elisabeths nach Kitzingen sind heute umstritten. Die Freiwilligkeit, mit der Elisabeth die Abtei besuchte, wird heute teilweise in Frage gestellt. Sicher ist, dass die Tochter Elisabeths, Sophie, in Kitzingen erzogen wurde.
Im Lauf des 12. und 13. Jahrhunderts stiegen die Herren von Hohenlohe im Schatten des Klosters immer weiter auf. Sie hatten lange Zeit den einflussreichen Vogteiposten inne und konnten hierdurch bis 1243 die Dorfherrschaft über Kitzingen an sich ziehen. In der Folge verloren die Äbtissinnen deutlich an Macht. Hinzu kamen innerklösterliche Konflikte, u. a. das Schisma zwischen Adelheid und Kunigunda von Giech. Äbtissin Anna I. von Haideck musste 1350 sogar ins Gefängnis.

### Niedergang und Enteignung (bis 1544)
Die folgenden Prälatinnen versuchten durch verschiedene Maßnahmen die klösterliche Herrschaft wieder zu stützen, bereits vor 1304 hatte der Konvent ein ausgedehntes Waldgebiet, den Klosterforst erwerben können. Ihnen spielte in die Hände, dass die Herren von Hohenlohe ihre Besitzungen infolge von Kinderlosigkeit im Lauf des 14. Jahrhunderts bald wieder verloren. Sie mussten ihre Erwerbungen zum einen an den Bischof von Würzburg abtreten, der seine Macht über die Abtei weiter ausweitete. Zum anderen erwarben auch die Burggrafen von Nürnberg Teile der Stadt.
An der Wende zum 15. Jahrhundert ließ Äbtissin Hedwig von Hoffwart ein Siechenhaus in Kitzingen errichten. Die Pest hatte die Siedlung neben dem Kloster heimgesucht, und die Kranken mussten versorgt werden. Nach ihrer Amtszeit kam es bald wieder zu einem Schisma, das den Konvent der Abtei spaltete. Äbtissin Margaretha Schenk von Erbach verkaufte ab 1439 viele der Klosterbesitzungen, um ihren aufwändigen Lebensstil zu finanzieren.
Nicht nur die Abtei war verschuldet, auch das Hochstift Würzburg hatte viele Schulden angehäuft. Einer der Gläubiger des Bischofs war der Markgraf von Ansbach, Albrecht Achilles. Sein Geschlecht war aus den Burggrafen von Nürnberg hervorgegangen. Als das Hochstift 1443 seine Schulden nicht mehr zahlen konnte, pfändete es seinen Anteil an Burg, Stadt und Amt Kitzingen. Die Stadt neben der Abtei wurde ansbachisch, und kurze Zeit später nahm die Bevölkerung das lutherische Bekenntnis an.
Trotz dieses einschneidenden Ereignisses versuchten die Äbtissinnen das Kloster weiterhin zu führen. Magdalena von Leonrod schaffte es dank kluger Verkäufe sogar, einen kleinen wirtschaftlichen Aufschwung herbeizuführen, obwohl Streitigkeiten mit den Nachbarn das Kloster mehr und mehr beschäftigten. Diese bescheidene Blüte machte dann der Klosterbrand vom 7. Juni 1484 zunichte, nach dem die gesamten Klostergebäude neu errichtet werden mussten.
Wiederum versuchten die Äbtissinnen das Kloster zu reformieren. Margaretha Truchsess von Baldersheim legte neue Salbücher an und schaffte es, verpfändete Klostergüter wiederzugewinnen. Alle Hoffnungen wurden zerstört, als im Deutschen Bauernkrieg die Klostergebäude wiederum verheert wurden. Die Markgrafen von Ansbach errichteten zunächst die Gebäude der Abtei notdürftig, enteigneten das Kloster jedoch im Jahr 1544. Ein protestantisches Damenstift nahm die Gebäude in Besitz.

## Siegel
Das Siegel des Konvents ist auf einem Holztafelbild des frühen 16. Jahrhunderts überliefert. Beschreibung: „Eine wachsende, nimbierte Nonne im schwarzen Habit; die Hände sind zum Segen erhoben.“ Die Tingierung des Siegels ist unklar, lediglich der schwarze Habit ist eindeutig zu erkennen. Wahrscheinlich handelt es sich bei der Nonne um die sagenhafte Klostergründerin Hadeloga.

## Äbtissinnen
Der folgenden Aufzählung liegen zwei Monographien über das Kloster zugrunde, die unterschiedliche Auffassungen über die Abfolge der Vorsteherinnen aufweisen: zum einen Benvenut Stengeles Das ehemalige Frauenkloster Kitzingen am Main von 1897, zum anderen die neuere Schrift von Klaus Arnold 1250 Jahre Kitzingen von 1996. Äbtissinnen, die nur bei Stengele Erwähnung finden, sind kursiv gedruckt, ebenso die lediglich bei Stengele erwähnten Daten.
Die Liste der Äbtissinnen von Kitzingen weist mehrere Lücken auf, die auf die fehlende schriftliche Überlieferung zurückzuführen sind. Insbesondere die klösterliche Frühzeit bis ins 11. Jahrhundert ist kaum durch Quellen belegt. Erst mit der Äbtissin Heilica, um 1070 nachgewiesen, beginnen die gesicherten Prälatinnen. Bei den meisten Vorsteherinnen handelte es sich um Töchter aus adligen Familien der Umgebung, vor allem fränkische Rittergeschlechter sind als Äbtissinnen vertreten.
| Hadeloga                                       | um 745         | Tochter Karl Martells, auch Adelheid, unsicher, nicht durch Quellen belegt, lediglich Laienäbtissin, † 18. April 750 |
| Thekla                                         | um 745         | unsicher, evtl. Abbiat an der Seite Hadelogas, † 16. November 760                                                    |
| Rouadlauga                                     | gen. 765       | unsicher, dritte Äbtissin                                                                                            |
| Angildruth                                     | Ende 8. Jh.    | Regierungszeit unsicher                                                                                              |
| Schwanhild                                     | gen. um 820    | Regierungszeit unsicher                                                                                              |
| Gerburg                                        | gen. 960       | Regierungszeit unsicher                                                                                              |
| Swanchildis                                    | 10. Jh.        | Regierungszeit unsicher                                                                                              |
| Bertha I. von Meranien                         | gen. 1007–1024 | Regierungszeit unsicher, Erwähnungen 1007, 1012, 1024                                                                |
| Sophia                                         | um 1062        | auch Sophie I., Regierungszeit unsicher                                                                              |
| Alberad                                        | 1030–1060      | Regierungszeit unsicher                                                                                              |
| Dietburg von Biebelried                        | gen. 1060      | Regierungszeit unsicher                                                                                              |
| Heilica                                        | um 1070        | erste gesicherte Prälatin, Regierungszeit unsicher                                                                   |
| Bertha II. von Ebenhausen / von Hohenlohe      | gen. 1090–1138 | Adelsgeschlecht unklar, Erwähnungen 1090, 13. August 1114, 1126, 1128, 31. März 1138                                 |
| Hemma von Entsee                               | gen. 1139–1146 | auch Emma, Regierungszeit unsicher, † 13. Juni 1146                                                                  |
| Sophia II. von Neuenburg                       | gen. 1146–1161 | Nichte Hemmas, Erwähnungen 1146, 23. November 1151, 1153/1155, 1161                                                  |
| Bertha III. (IV.) von Abenberg                 | 1171/1175–1195 | |
| Mechthild I. von Andechs/ Meranien und Dieffen | 1196–1254      | auch Mechtildis, Erwähnungen 1196, 1214, † 1. Dezember 1254                                                          |
| Sophia III.                                    | 1254–1270      | auch Gertrud |
| Eufemia von Brauneck                           | gen. 1262–1296 | auch Euphemia, Osima, Erwähnungen 1262, 1271, 1281, 3. September 1290, 1296                                          |
| Barbara von Castell                            | gen. 1304      | † 1304 |
| Mechthild II. (III.) von Rabensburg            | gen. 1297–1305 | Erwähnungen 1297, 1304, 19. Januar 1305                                                                              |
| Margaretha I. von Grumbach                     | 1305–1308      | |
| Bertha V. von Brauneck                         | 1309–1312      | geborene Richiza von Castell                                                                                         |
| Richza von Hohenlohe-Brauneck                  | 1312–1318      | genaue Regierungszeit 7. Januar 1312 bis 9. Mai 1318                                                                 |
| Barbara I. von Brauneck                        | 1318–1327      | |
| Gertrud von Stein                              | gen. 1327–1337 | Erwähnung 5. Januar 1327, Resignation 1337                                                                           |
| Gisela von Hohenlohe-Brauneck                  | gen. 1336–1344 | Erwähnungen 27. Februar 1336, † vor 7. Oktober 1344                                                                  |
| Anna von Heideck                               | um 1350        | |
| Adelheid von Brauneck / von Haslach            | gen. 1355–1357 | Adelsgeschlecht unklar, Schisma mit Kunigunda von Giech, Erwähnungen 30. Dezember 1355, 21. Januar 1357              |
| Kunigunda von Giech                            | ?              | Schisma mit Adelheid von Brauneck / von Haslach                                                                      |
| Anna I. von Haideck                            | gen. 1350      | Absetzung |
| Christina von Grumbach                         | 1363–1385      | genaue Regierungszeit 11. Dezember 1363 bis 22. September 1385                                                       |
| Katharina I. von Wertheim                      | 1385–1386      | |
| Hedwig von Hofwart                             | 1386–1401      | Erwähnungen 2. Mai/1. August 1386, 20. Dezember 1396, † 21. September 1401                                           |
| Sophia von Hardenberg/ von Hohenberg           | 1401–1416      | Erwähnungen 1401, 25. August 1402, 27. Juli 1415, † 9. April 1416                                                    |
| Anna II. von Bickenbach/ von Budenbach         | gen. 1422–1435 | Schisma mit Anna von Waldenfels, Erwähnungen 22. Februar 1422, 11. Dezember 1429, 8. Januar 1435                     |
| Anna von Waldenfels                            | ?              | Schisma mit Anna von Bickenbach / von Budenbach, † 1426                                                              |
| Magdalena I. von Haslach                       | 1426–1428      | Existenz unsicher |
| Barbara II. von Castell                        | gen. 1437      | † 1437 |
| Margaretha II. Schenkin von Erbach             | gen. 1439–1465 | Erwähnungen 30. September 1439, † 1465                                                                               |
| Sabina Schenkin von Erbach                     | 1465–1466      | Schwester der Margaretha II. Schenkin von Erbach, Absetzung 1466                                                     |
| Margaretha III. von Hirschberg                 | gen. 1468–1472 | Erwähnungen 29. Dezember 1468, † 1472                                                                                |
| Magdalena II. von Leonrod                      | 1472–1486      | genaue Regierungszeit 1472 bis † 24. Dezember 1486/25. Juli 1492                                                     |
| Margaretha IV. Truchsessin von Baldersheim     | 1486–1520      | Wahl 1. August 1492, † 14. September 1520                                                                            |
| Elisabeth II. von Finsterlohe                  | 1520–1522      | Wahl 28. September 1520, † 1522                                                                                      |
| Katharina II. von Fronhofen                    | 1522–1529      | Wahl 23. Juni 1522, † 14. Mai 1529                                                                                   |
| Amalia Forstmeister von Gelnhausen             | 1529–1541      | † 21. September 1541                                                                                                 |
| Veronica Hundt von Saulheim/ von Gaulstein     | 1541–1544      | † 31. November 1544, Auflösung des Klosters                                                                          |
| Umwandlung in Damenstift                       |                | |
| Ursula von Rosenau                             | 1568–1573      | † 11. März 1573 |
| Veronika von der Grün                          | 1573–1575      | † 3. August 1575 |
| Barbara von Wambach                            | 1575–1584      | † 1584 |
| Isolda von Truppach                            | 1584–1605      | † 1605 |
| Margaretha Blandina von Kotzau                 | 1605–1629      | † 1629 |